# Liste der Flüsse in Kambodscha
Liste der wichtigsten Flüsse in Kambodscha, sortiert nach Einzugsgebiet (Nebenflüsse jeweils unter dem Hauptfluss mit Einzug).

## Südchinesisches Meer
- Saigon
- Mekong

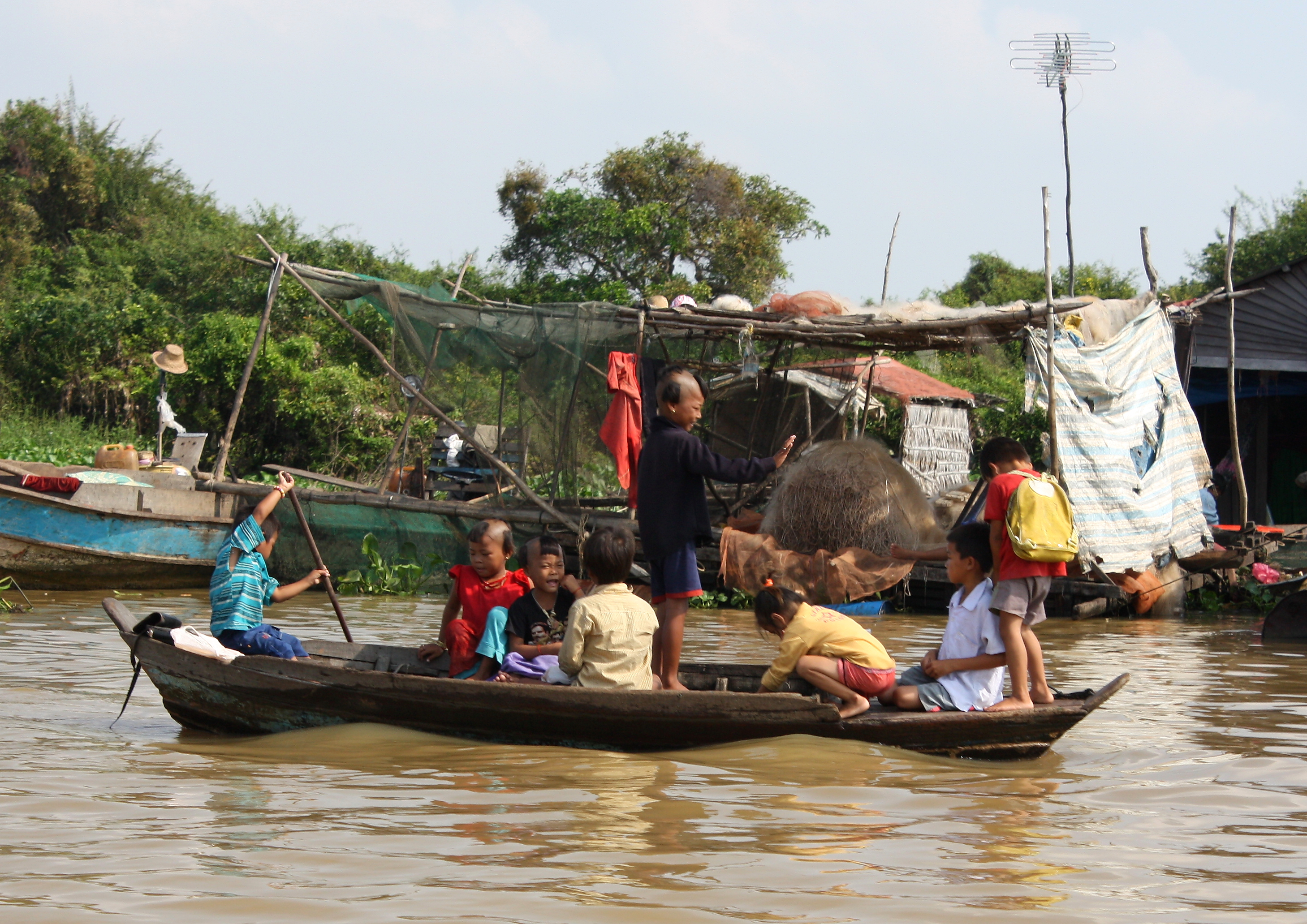
Das schwimmende Dorf von Chong Khneas auf dem Tonle Sap

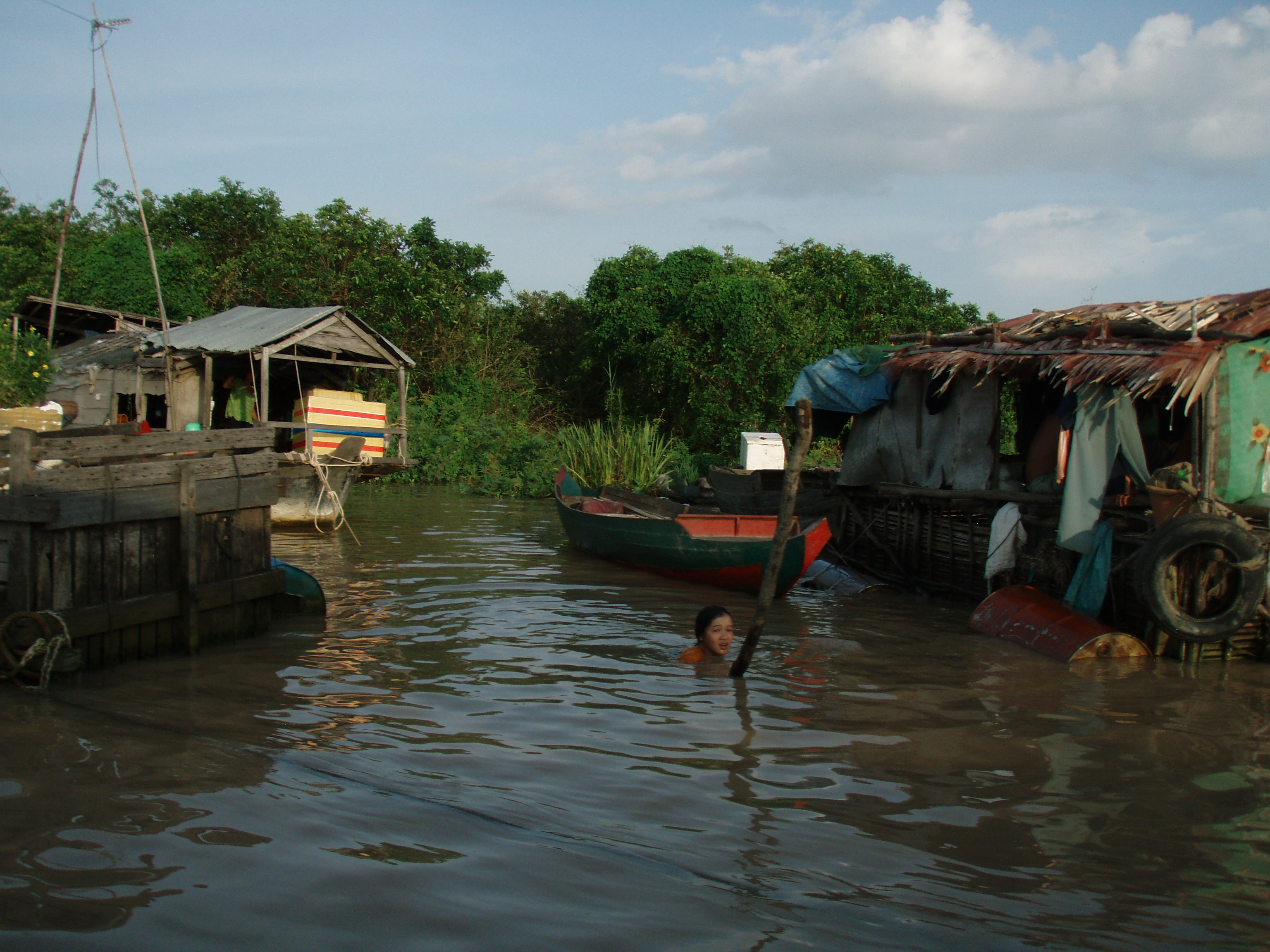
Leben auf dem Fluss außerhalb von Siem Reap

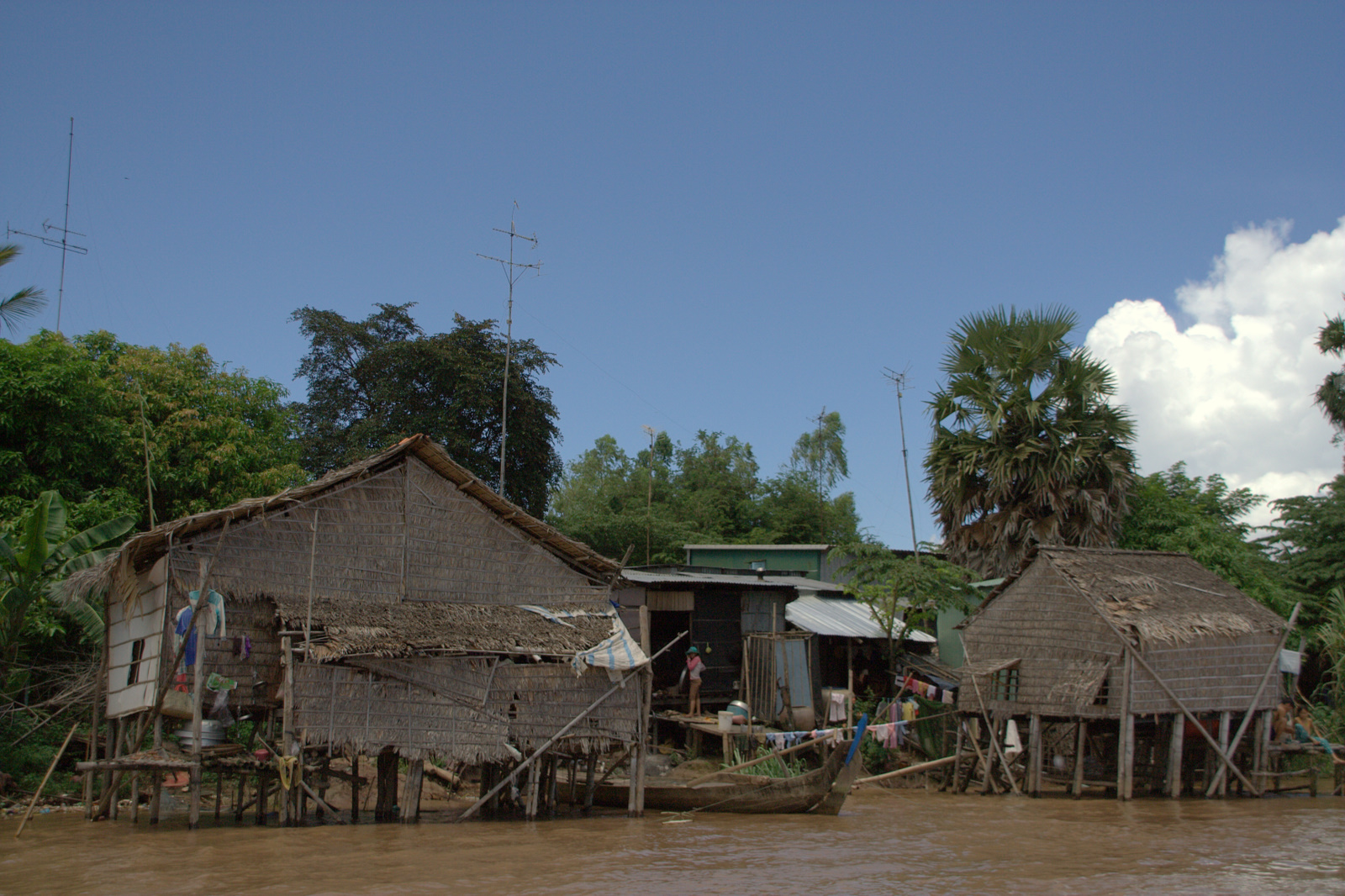
Pfahlbauten am Ufer des Bassac

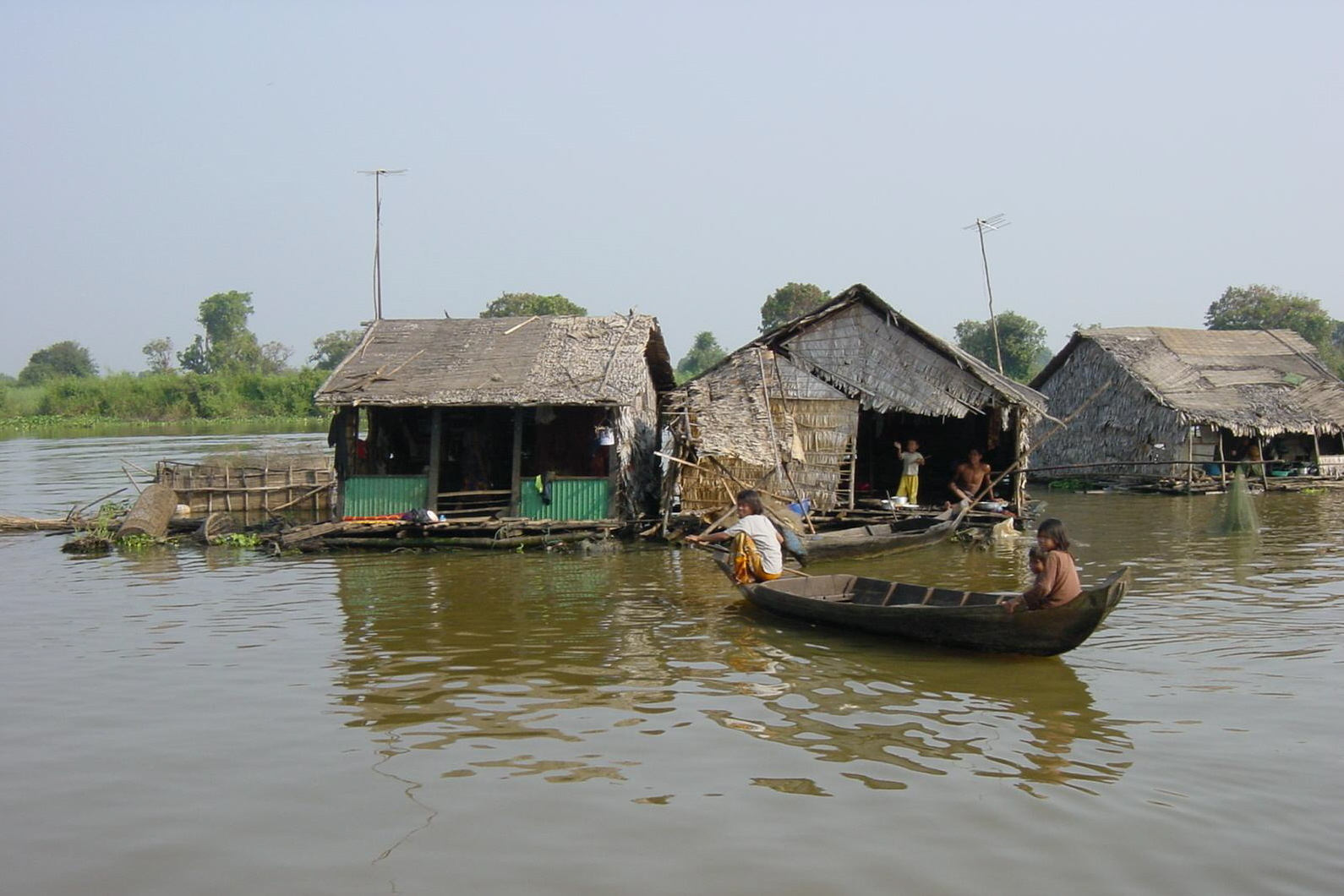
Schwimmende Häuser auf dem Sangke (2005)

  - Bassac (Tonle Bassac; Mündungsarm)
  - Tonle Sap
    - Krang Ponley (Stung Krang Ponley)
    - Boribo (Stung Boribo)
    - Chinit (Stung Chinit)
      - Kambot (Chinit)
      - Slap (Stung Slap)
      - Tang Krasang (Stung Tag Krasang)

    - Sen (Stung Sen)
      - Sraka Moan (Stung Sraka Moan)
      - Kambot (Sen)

    - Stoung (Stung Stoung)
      - Neang Sa Sngach (Stung Neang Sa Sngach)

    - Chickreng (Stung Chickreng)
    - Pursat (auch Pothisat; Stung Pursat, auch Stung Pothisat)
      - Peam (Stung Peam)

    - Moung Russey (Stung Moung Russey)
    - Roluos (Stung Roluos)
    - Siem Reap (Stung Siem Reap)
    - Kambot (Tonle Sap)
    - Sangke (auch Sang Ke; Stung Sangke, auch Stung Sang Ke)
      - Chas (Stung Chas)
      - Sreng (Stung Sreng)
      - Battambang (Stung Battambang)
      - Mongkol Borei (Stung Mongkol Borei)
        - Pheas (Stung Pheas)
        - Kampong Krasaing (Stung Kampong Krasaing)
        - Sisophon (Stung Sisophon)
        - Svay Chek (Stung Svay Chek)

  - Tonle San
    - Kong (Stung Kong)
    - Srepok (Stung Srepok)

## Golf von Thailand
- Kampong Trak (Stung Kampong Trak)
- Kah Bpow (Stung Kah Bpow)
- Tatai (Stung Tatai)

- Karte mit allen verlinkten Seiten:
- OSM |
- WikiMap